# اودوگامپولا
اودوگامپولا (به لاتین: Udugampola) یک منطقهٔ مسکونی در سری‌لانکا است که در ناحیه گامپاها واقع شده‌است.